# Hudson, Québec
Hudson är en stad (kommun av typen ville) och tätort (centre de population) i provinsen Québec i Kanada. Den ligger i regionen Montérégie, i den sydöstra delen av landet, 120 km öster om huvudstaden Ottawa.
Kommunen är officiellt tvåspråkig (franska och engelska), med 65 % engelsktalande och 29 % fransktalande (modersmålstalare) vid folkräkningen 2021.